# نخل یاتای کوتوله
نخل یاتای کوتوله (نام علمی: Butia paraguayensis) نام یک گونه از سرده نخل‌های پرسان است.